# Kaple Nejsvětější Trojice (Markvartovice)
Kaple Nejsvětější Trojice stojí na katastrálním území obce Markvartovice v okrese Opava. Filiální římskokatolická kaple byla zapsána v roce 1964 do Ústředního seznamu kulturních památek ČR.

## Historie
Raně barokní kaple byla postavena v polovině 17. století. Při přestavbě v roce 1886 byl na jednom z kamenných kvádrů objeven letopočet 1652, je to období, ve kterém mohla kapli nechat postavit Alžběta Polyxena, hraběnka z Vrbna. V roce 1886 byla dřevěná věž nahrazena zděnou věží a byla zvětšena loď. Původní část, kterou tvořilo pouze kněžiště, bylo postaveno z velkých kvádrů na nichž se nacházely ornamenty. Tyto kameny jsou kryté omítkou. Ve věži byl bronzový zvon.
V dubnu 1945 během osvobozovacích bojů byla kaple zasažena a vyhořela. Byl zničen původní oltář s erbem pánů z Vrbna, dřevěné sochy svatého Václava a svatého Urbana. Byla opravena v roce 1947, zničené varhany nahrazeny farním harmoniem a byla znovu vysvěcena. V roce 1949 byla vymalována a byl pořízen nový oltář, nové lavice a nová křížová cesta v dubových rámech. V roce 1955 byla oplechována střecha a pořízeno nové harmonium. V roce 1981 byla provedena další oprava (fasáda, střecha, oplechování, výmalba atd.).

## Architektura

### Exteriér
Kaple je jednolodní omítaná zděná obdélná stavba s polygonálním kněžištěm s přistavěnou sakristií a věží částečně zapuštěnou v průčelí. Obdélná sakristie je přistavěna z jižní strany. Hranolová věž je zakončena stanovou střechou krytou plechem. Fasáda je členěná lizénovými rámy a hlavní římsou, která obíhá přes hmotu věže. K věži se přimykají křídla štítu nasedající na hlavní římsu, na koncích štítů jsou vázy. Okna lodi jsou obdélná zakončena obloukem v šambránách s klenákem a bosáží naznačenou ve zdivu nadokenní části. V kněžišti jsou menší obdélná okna zakončena obloukem. Věžní okna jsou ve dvou patrech s bosáží a klenákem v nadokenní části. Střecha je sedlová krytá bobrovkami.

### Interiér
Loď je zaklenuta třemi poli placky na pasech, podvěží je zaklenuto plackou, sakristie má plochý strop. Kruchta je dřevěná nesena dvěma sloupy. Vybavení interiéru je novodobé. Oltář se čtyřmi stojícími anděly, lavice a křížová cesta byly pořízeny v roce 1949.

## Zvony
Původní zvon o hmotnosti asi 30–35 kg a průměru 30 cm byl ulit opavským zvonařem Hansem Knauffem v roce 1653. Na zvonu byly dva obrázky a nápis: Hans Knauff Trppau goss mich 1653. Zvon praskl a na začátku druhé světové války byl rekvírován.
V červenci 1989 byly do věže zavěšeny dva litinové zvony z ludgeřovického kostela.